# 伊豆箱根鉄道湯河原索道線
座標: 北緯35度10分34秒 東経139度1分32.2秒 / 北緯35.17611度 東経139.025611度

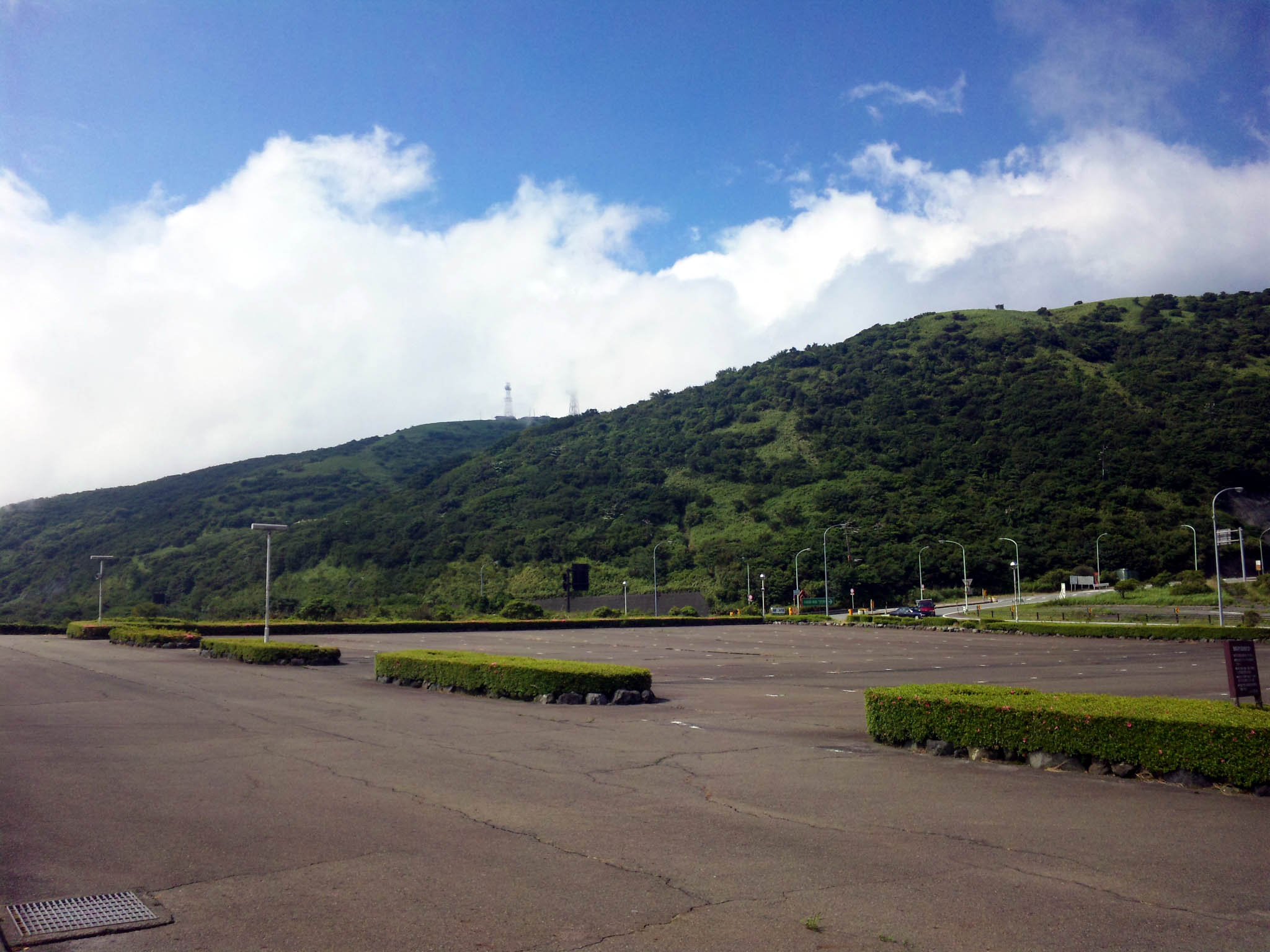
湯河原峠ドライブインから見た鞍掛山(奥の中継所のアンテナがある峰)

湯河原索道線（ゆがわらさくどうせん、湯河原ロープウェー）は、現在の箱根ターンパイク箱根伊豆連絡線湯河原峠出入口付近と、そこから北方にある鞍掛山（標高1004メートル）の山頂を結んでいたロープウェイである。伊豆箱根鉄道が運営していたが、営業期間はわずか8年間と、短命に終わった観光施設である。総工費は1億6千万円で、安全索道が施工を担当した。
鞍掛山山頂は、芦ノ湖を一望できる絶景の場所であるが、それ以外には観光の目玉となるものはなかった。また、たびたび発生する濃霧により眺望が失われたり、冬季は強風に見舞われることも多く、運休は年間で150日にも達したと言われている。このような状況では、観光地としての発展は見込めるはずも無く、結局観光客の減少に伴い廃止された。
現在、山麓の湯河原峠駅は、静岡県道20号線の線形改良に伴い道路用地に、山頂の鞍掛山駅の跡地は、NTTドコモやNTTコミュニケーションズの無線中継施設の他、警察庁関東管区警察局の通信施設も建設されている。

## 概要
- 営業距離：0.9km
- 乗車時間：5分
- 定員：41名
- 方式：交走式
- 駅数：2駅（起終点駅のみ）
- 運賃：片道180円、往復300円（1974年当時）
- 営業時間：9:00 - 17:25

## 歴史
- 1966年（昭和41年）7月23日 - 開業
- 1967年（昭和42年）5月5日 - 湯河原ロープウェー売店開業
- 1974年（昭和49年）12月 - 休止
- 1977年（昭和52年）1月 - 廃止

## 駅一覧
湯河原峠駅 - 鞍掛山駅